# ノヴェー・ザームキ - ズラテー・モラヴツェ線
ノヴェー・ザームキ - ズラテー・モラヴツェ線（スロバキア語;Železničná trať Nové Zámky – Zlaté Moravce）は、スロバキア国鉄の鉄道線の名称である。路線番号は151。

## 歴史
1894年9月7日にナジュシュラニ（現在シュラニ） - アラニョシュマロート（現在ズラテーモラヴツェ）間の地方鉄道は「ジタヴァ谷鉄道」の名で開通された。1895年9月21日にジーティー鉄道はキシュタポルチャーニ（現在トポルチアンキ）まで延長された。路線運営は取引によりハンガリー王立鉄道が担当した。
1918年10月、オーストリア＝ハンガリー帝国解体の後に、チェコスロバキアが建国された。その後、この路線は新生のチェコスロバキア国鉄（略: ČSD）の路線網に組み入れられた。シュラニ - ウーリャニ間ははブラチスラヴァ - バンスカー・ビストリツァ区間を結ぶ主要な鉄道路線の一部となった。1930年代にČSDは気動車を旅客列車系統に導入した。
第一次ウィーン裁定の結果、1938年11月に国境線はヴラーブレ - ノヴァーヴェス（ジタヴァ）間に画定されて、シュラニ - ヴラーブレ間はハンガリー国鉄（略: MÁV）の路線網に編入された。1941年夏の当時、スロバキア国営鉄道（Slovenske zeleznice, SZ）はノヴァーヴェス - トポルチアンキ間で普通列車系統を運用したものの、越境列車は通行しなかった。1945年終戦後、全区間はチェコスロバキア国鉄の路線網に復帰した。
ズラテーモラヴツェ - トポルチアンキ間の旅客運送は1970年代に廃止された。
1993年1月1日、この路線はチェコスロバキア分離の結果で新生のスロバキア国鉄（略: ŽSR）により引き受けられた。
2003年2月から6月までウーリャニ - ズラテーモラヴツェ間の旅客列車運用は一時中止されていた。

## 運行形態

### 快速「レギオナルエクスプレス(REX)」
- シャシチーン - ノヴェー・ザームキ - ズラテー・モラウツェ　【年1日運行】
夏季限定で、年に1往復のみの運行。ザームキ以西は130号線に直通する。ほぼ各駅に停車するが、南行に限りシュラニ停留所とバーノウを通過する。
2024年度に運行開始予定。

### 普通
- ノヴェー・ザームキ - シュラニ - ズラテー・モラウツェ
平日は一日4往復、土曜・休日は一日3往復の運行。原則ノヴェー・ザームキ発着で、平日の1本がパラーリコヴォ始発。
過去の運行形態
2020年以前は、日曜日も一日4往復運行していた。多くはウーリャニ - ズラテー・モラウツェ間のみの運行で、ウーリャニで120号線ノヴェー・ザームキまたはブラチスラヴァ方面の列車に接続していた。平日のみ片道1本、シュラニ始発のズラテー・モラヴツェ行があった他、平日1.5往復、休日1往復がノヴェー・ザームキ発着となっていた。バーノウには全列車停車していた。
2021年度より、ノヴェー・ザームキへの直通が、土曜・休日の北行片道1本のみとなった。
2023年度より、パラーリコヴォ発ズラテー・モラウツェ行が平日のみ一日1本設定され、ノヴェー・ザームキ直通は南行片道1本となり、バーノウも通過となった。5月以降、パラーリコヴォ始発がノヴェー・ザームキ始発に変更され、ノヴェー・ザームキ行は土曜日のみとなり、さらに上下ともバーノウ停車になった。
2024年度より、早朝の北行1本を除き、全てノヴェー・ザームキ発着となった。早朝の北行1本は再びパラーリコヴォ始発となった。

## 駅一覧
以下では、スロバキア国鉄151号線の駅と営業キロ、停車列車、接続路線などを一覧表で示す。
- ■印：全列車停車
- ●印：大部分停車、一部通過

| 路線名 | 駅名                                 | 駅間営業キロ | 累計営業キロ | Os | 接続路線                                | 所在地   | 所在地                 |
| ------ | ------------------------------------ | ------------ | ------------ | -- | --------------------------------------- | -------- | ---------------------- |
| 140    | ノヴェー・ザームキ駅                 | -            | 10.5         | ■  | 130号線、135号線                        | ニトラ県 | ノヴェー・ザームキ郡   |
| 140    | バーノフ駅                           | 6.1          | 4.4          | ■  |                                         | ニトラ県 | ノヴェー・ザームキ郡   |
| 150    | シュラニ駅                           | 4.4          | 0.0          | ■  | 130号線、140号線                        | ニトラ県 | ノヴェー・ザームキ郡   |
| 150    | シュラニ停留所                       | 2.7          | 2.7          | ■  |                                         | ニトラ県 | ノヴェー・ザームキ郡   |
| 151    | ウーリャニ・ナド・ジタヴォウ駅       | 2.9          | 5.6          | ■  | 150号線（バンスカー・ビストリツァ方面） | ニトラ県 | ノヴェー・ザームキ郡   |
| 151    | マラー・マニャ駅                     | 4.8          | 10.4         | ■  |                                         | ニトラ県 | ノヴェー・ザームキ郡   |
| 151    | マニャ停留所                         | 1.2          | 11.6         | ■  |                                         | ニトラ県 | ノヴェー・ザームキ郡   |
| 151    | マニャ駅                             | 1.1          | 12.7         | ■  |                                         | ニトラ県 | ノヴェー・ザームキ郡   |
| 151    | クメチョヴォ駅                       | 1.5          | 14.2         | ■  |                                         | ニトラ県 | ノヴェー・ザームキ郡   |
| 151    | ミハル・ナド・ジタヴォウ駅           | 1.8          | 16.0         | ■  |                                         | ニトラ県 | ノヴェー・ザームキ郡   |
| 151    | マルチノヴァー駅                     | 1.6          | 17.6         | ■  |                                         | ニトラ県 | ニトラ郡               |
| 151    | ルーチニツァ・ナド・ジタヴォウ駅     | 2.1          | 19.7         | ■  |                                         | ニトラ県 | ニトラ郡               |
| 151    | ディチカ駅                           | 1.9          | 21.6         | ■  |                                         | ニトラ県 | ニトラ郡               |
| 151    | ヴラーブレ駅                         | 2.8          | 24.4         | ■  |                                         | ニトラ県 | ニトラ郡               |
| 151    | ノヴァー・ヴェス・ナド・ジタヴォウ駅 | 4.7          | 29.1         | ■  |                                         | ニトラ県 | ニトラ郡               |
| 151    | スレプチャニ駅                       | 3.1          | 32.2         | ■  |                                         | ニトラ県 | ズラテー・モラヴツェ郡 |
| 151    | テサールスケ・ムリニャニ駅           | 3.4          | 35.6         | ■  |                                         | ニトラ県 | ズラテー・モラヴツェ郡 |
| 151    | ズラテー・モラヴツェ駅               | 5.0          | 40.6         | ■  |                                         | ニトラ県 | ズラテー・モラヴツェ郡 |